# Back Room -BONNIE PINK Remakes-
『Back Room -BONNIE PINK Remakes-』（バック・ルーム・ボニー・ピンク・リメイクス）は、BONNIE PINKのリメイクアルバム。2011年9月21日発売。発売元はワーナーミュージック・ジャパン。CDコードは初回盤がWPZL-30316/7、通常盤はWPCL-10992。

## 概要
新曲「Look Me In The Eyes」と、新たに録り直した過去の自身の楽曲9曲による初のセルフリメイクアルバム。本人曰く「今作では、演奏はバンドにすべてお任せして、私はシンガーに徹しています」。2010年のライブツアーでバンドマスターを務めた鈴木正人をプロデューサーに迎え、アコースティックギターを基軸として過去の楽曲を再構成した。
初回盤はペーパースリーブ・ケース仕様になっており、レコーディング時のドキュメンタリー映像と、スタジオライブ4曲を収録したDVDが付属された。

## 収録曲

### CD
（全作詞・作曲：BONNIE PINK／編曲：鈴木正人）
1. Heaven's Kitchen　[4:18]
4thシングル。2ndアルバム『Heaven's Kitchen』収録曲。
2. Ring A Bell　[4:19]
配信限定1stシングル。10thアルバム『ONE』収録曲。
3. A Perfect Sky　[4:53]
21stシングル。ベスト・アルバム『Every Single Day -Complete BONNIE PINK（1995-2006）-』収録曲。
4. Burning Inside　[4:28]
9thアルバム『Thinking Out Loud』収録曲。
5. Paradiddle-free　[3:25]
8thアルバム『Golden Tears』収録曲。
6. Present　[4:18]
6thアルバム『Present』収録曲。
7. Last Kiss　[4:36]
18thシングル。7thアルバム『Even So』収録曲。
8. Look Me In The Eyes　[4:36]
新曲。
9. Tonight, the Night　[5:04]
16thシングル。6thアルバム『Present』収録曲。
10. Do You Crash?　[5:07]
3rdシングル。2ndアルバム『Heaven's Kitchen』収録曲。

### DVD(初回盤付属)
- 『Back Room Story』（ディレクター：松本剛）

1. Heaven's Kitchen
2. A Perfect Sky
3. Look Me In The Eyes
4. Tonight, the Night

## タイアップ
- エムティーアイ「music.jp」CMソング（M-8）